# Giải vô địch bóng đá U-23 ASEAN 2025
Giải vô địch bóng đá U-23 ASEAN 2025 (tên chính thức là ASEAN U-23 Mandiri Cup 2025 vì lý do tài trợ) là mùa giải thứ năm của Giải vô địch bóng đá U-23 ASEAN (trước đây là Giải vô địch bóng đá U-23 Đông Nam Á), giải đấu bóng đá hai năm một lần dành cho lứa tuổi dưới 23 do Liên đoàn bóng đá ASEAN (AFF) tổ chức. Giải đấu được tổ chức tại Indonesia từ ngày 15 đến ngày 29 tháng 7 năm 2025; trước đó Thái Lan ban đầu đã được chọn để đăng cai giải đấu này vào tháng 8.
Đương kim vô địch Việt Nam đã bảo vệ thành công chức vô địch khi vượt qua chủ nhà Indonesia với tỷ số 1–0 trong trận chung kết, qua đó sở hữu danh hiệu thứ ba liên tiếp sau các năm 2022 và 2023. Việt Nam cũng trở thành quốc gia đầu tiên giành ngôi vô địch ba lần liên tiếp tại một giải đấu bóng đá nam do AFF tổ chức.

## Các đội tuyển tham dự
Giải đấu này không có vòng loại, tất cả các đội tuyển đều được vào vòng chung kết. Các đội tuyển sau đây từ các liên đoàn thành viên của AFF đã tham dự giải đấu:
| Đội         | Liên đoàn                     | Tham dự | Thành tích tốt nhất                |
| ----------- | ----------------------------- | ------- | ---------------------------------- |
| Brunei      | Hiệp hội bóng đá Brunei       | Lần 3   | Vòng bảng (2022, 2023)             |
| Campuchia   | Liên đoàn bóng đá Campuchia   | Lần 5   | Hạng tư (2019)                     |
| Indonesia   | Hiệp hội bóng đá Indonesia    | Lần 3   | Vô địch (2019)                     |
| Lào         | Liên đoàn bóng đá Lào         | Lần 4   | Bán kết (2022)                     |
| Malaysia    | Hiệp hội bóng đá Malaysia     | Lần 5   | Hạng tư (2005, 2023)               |
| Myanmar     | Liên đoàn bóng đá Myanmar     | Lần 4   | Hạng ba (2005)                     |
| Philippines | Liên đoàn bóng đá Philippines | Lần 5   | Vòng bảng (2005, 2019, 2022, 2023) |
| Thái Lan    | Hiệp hội bóng đá Thái Lan     | Lần 4   | Vô địch (2005)                     |
| Đông Timor  | Liên đoàn bóng đá Đông Timor  | Lần 5   | Bán kết (2022)                     |
| Việt Nam    | Liên đoàn bóng đá Việt Nam    | Lần 4   | Vô địch (2022, 2023)               |

| Không tham dự |
| ------------- |
| Úc            |
| Singapore     |

## Bốc thăm
Lễ bốc thăm được tổ chức vào lúc 10:00 (UTC+8) ngày 30 tháng 5 năm 2025 tại Bali, Indonesia. 10 đội tuyển trong giải đấu được chia thành ba bảng, một bảng bốn đội và hai bảng ba đội. Hạt giống của các đội tuyển được phân loại dựa trên thành tích tại giải lần trước.
| Nhóm 1                                   | Nhóm 2                              | Nhóm 3                              | Nhóm 4    |
| ---------------------------------------- | ----------------------------------- | ----------------------------------- | --------- |
| 1. Việt Nam 2. Indonesia (H) 3. Thái Lan | 1. Malaysia 2. Campuchia 3. Myanmar | 1. Philippines 2. Lào 3. Đông Timor | 1. Brunei |

## Đội hình
Các cầu thủ sinh từ ngày 1 tháng 1 năm 2002 trở về sau có đủ điều kiện để tham dự giải đấu. Mỗi đội tuyển phải đăng ký một đội hình gồm 23 cầu thủ, ba trong số đó phải là thủ môn.

## Trọng tài
Các trọng tài sau đây đã được lựa chọn để điều khiển tại giải đấu.
| Trọng tài - Naufal Adya Fairuski - Ryan Nanda Saputra - Takasaki Koji - Mohammed Sami Al-Ismail - Muhammad Usaid Jamal - Muhammad Zulfiqar - Pansa Chaisanit - Lê Vũ Linh - Nguyễn Mạnh Hải | Trợ lý trọng tài - Mohammad Faisal Ali - Kimsy Pisal - Hanafiah Azizul - Yudi Nurcahya - Umeda Tomoyuki - Almadany Eman - Kilar Ladsavong - Chit Moe Aye - Khin Nyein Chan - Paul Galicia - Muhammad Taqi - Abdul Hannan - Tanate Chuchuen - Nguyễn Lâm Minh Đăng |

## Địa điểm
Hai địa điểm được sử dụng cho giải đấu là sân vận động Gelora Bung Karno ở Jakarta và sân vận động Patriot Candrabhaga ở Bekasi. Sân vận động Gelora Delta ở Sidoarjo ban đầu được công bố là một trong các địa điểm thi đấu cho giải, nhưng kế hoạch sau đó đã được thay đổi.
| Bekasi                           | Jakarta                        |
| -------------------------------- | ------------------------------ |
| Sân vận động Patriot Candrabhaga | Sân vận động Gelora Bung Karno |
| Sức chứa: 30.000                 | Sức chứa: 77.193               |
|                                  |                                |

## Vòng bảng
Hai đội đứng đầu mỗi bảng lọt vào vòng bán kết.
Các tiêu chí
Các đội được xếp hạng theo điểm (3 điểm cho một trận thắng, 1 điểm cho một trận hòa, 0 điểm cho một trận thua), và nếu bằng điểm, các tiêu chí sau đây sẽ được áp dụng theo thứ tự, để xác định thứ hạng:
1. Điểm trong các trận đối đầu trực tiếp giữa các đội có liên quan;
2. Hiệu số bàn thắng thua trong các trận đối đầu trực tiếp giữa các đội có liên quan;
3. Số bàn thắng ghi được trong các trận đối đầu trực tiếp giữa các đội có liên quan;
4. Nếu có nhiều hơn hai đội bằng điểm, và sau khi đã áp dụng các tiêu chí từ 1 đến 3, vẫn còn hai hay nhiều đội có thứ hạng ngang nhau, các tiêu chí đối đầu ở trên tiếp tục được áp dụng lại cho riêng các đội này;
5. Hiệu số bàn thắng thua trong tất cả các trận đấu bảng;
6. Số bàn thắng ghi được trong tất cả các trận đấu bảng;
7. Sút luân lưu nếu chỉ có hai đội liên quan và họ gặp nhau trong trận đấu cuối cùng của bảng;
8. Điểm kỷ luật (thẻ vàng = –1 điểm, thẻ đỏ gián tiếp (2 thẻ vàng) = –3 điểm, thẻ đỏ trực tiếp = –3 điểm, thẻ vàng và thẻ đỏ trực tiếp = –4 điểm);
9. Bốc thăm.

### Bảng A
| VT | Đội           | ST | T | H | B | BT | BB | HS  | Đ | Giành quyền tham dự     |
| -- | ------------- | -- | - | - | - | -- | -- | --- | - | ----------------------- |
| 1  | Indonesia (H) | 3  | 2 | 1 | 0 | 9  | 0  | +9  | 7 | Vòng đấu loại trực tiếp |
| 2  | Philippines   | 3  | 2 | 0 | 1 | 4  | 1  | +3  | 6 | Vòng đấu loại trực tiếp |
| 3  | Malaysia      | 3  | 1 | 1 | 1 | 7  | 3  | +4  | 4 |                         |
| 4  | Brunei        | 3  | 0 | 0 | 3 | 1  | 17 | −16 | 0 |                         |

| Malaysia | 0–2      | Philippines     |
| -------- | -------- | --------------- |
|          | Chi tiết | Banatao 9', 40' |

| Indonesia                                                            | 8–0      | Brunei |
| -------------------------------------------------------------------- | -------- | ------ |
| - Raven 2', 9', 31', 33', 41' (ph.đ.), 62' - Arkhan 20' - Hannan 35' | Chi tiết |        |

| Brunei      | 1–7      | Malaysia                                                                                      |
| ----------- | -------- | --------------------------------------------------------------------------------------------- |
| - Haziq 74' | Chi tiết | - Danish S. 3' - Nazry 4' (l.n.) - Haykal 32' - Haqimi 42', 89' - Danish H. 69' - Tierney 76' |

| Philippines | 0–1      | Indonesia              |
| ----------- | -------- | ---------------------- |
|             | Chi tiết | - Rosquillo 23' (l.n.) |

| Indonesia | 0–0      | Malaysia |
| --------- | -------- | -------- |
|           | Chi tiết |          |

| Philippines                       | 2–0      | Brunei |
| --------------------------------- | -------- | ------ |
| - Mariona 20' (ph.đ.) - Nuñez 85' | Chi tiết |        |

### Bảng B
| VT | Đội       | ST | T | H | B | BT | BB | HS | Đ | Giành quyền tham dự     |
| -- | --------- | -- | - | - | - | -- | -- | -- | - | ----------------------- |
| 1  | Việt Nam  | 2  | 2 | 0 | 0 | 5  | 1  | +4 | 6 | Vòng đấu loại trực tiếp |
| 2  | Campuchia | 2  | 0 | 1 | 1 | 2  | 3  | −1 | 1 |                         |
| 3  | Lào       | 2  | 0 | 1 | 1 | 1  | 4  | −3 | 1 |                         |

| Campuchia   | 1–1                     | Lào             |
| ----------- | ----------------------- | --------------- |
| - Sokha 57' | Chi tiết Chi tiết (AFF) | - Panyavong 18' |

| Lào | 0–3                     | Việt Nam                                          |
| --- | ----------------------- | ------------------------------------------------- |
|     | Chi tiết Chi tiết (AFF) | - Khuất Văn Khang 19' - Nguyễn Hiểu Minh 71', 84' |

| Việt Nam                                | 2–1      | Campuchia    |
| --------------------------------------- | -------- | ------------ |
| - Phạm Lý Đức 35' - Nguyễn Đình Bắc 83' | Chi tiết | Rado Mon 62' |

### Bảng C
| VT | Đội        | ST | T | H | B | BT | BB | HS | Đ | Giành quyền tham dự     |
| -- | ---------- | -- | - | - | - | -- | -- | -- | - | ----------------------- |
| 1  | Thái Lan   | 2  | 1 | 1 | 0 | 4  | 0  | +4 | 4 | Vòng đấu loại trực tiếp |
| 2  | Myanmar    | 2  | 0 | 2 | 0 | 4  | 4  | 0  | 2 |                         |
| 3  | Đông Timor | 2  | 0 | 1 | 1 | 4  | 8  | −4 | 1 |                         |

| Myanmar                                                                                 | 4–4      | Đông Timor                                                                     |
| --------------------------------------------------------------------------------------- | -------- | ------------------------------------------------------------------------------ |
| - Shine Wanna Aung 13' - Zaw Win Thein 39' (ph.đ.) - Than Toe Aung 55' - Min Maw Oo 61' | Chi tiết | - Zenivio 45+2' - Luís Figo 53' - Vabio Canavaro 75' - Alexandro Bakhito 90+2' |

| Đông Timor | 0–4      | Thái Lan                                                    |
| ---------- | -------- | ----------------------------------------------------------- |
|            | Chi tiết | - Yotsakorn 14' - Thanawut 40' - Seksan 50' - Chawanwit 74' |

| Thái Lan | 0–0      | Myanmar |
| -------- | -------- | ------- |
|          | Chi tiết |         |

### Xếp hạng các đội nhì bảng đấu
Chỉ một đội đứng nhì bảng có thành tích tốt nhất giành quyền lọt vào vòng bán kết. Do các bảng đấu có số đội khác nhau nên kết quả giữa đội nhì bảng với đội đứng thứ tư của bảng A sẽ không được tính đến khi xét thứ hạng này.
| VT | Bg | Đội         | ST | T | H | B | BT | BB | HS | Đ | Giành quyền tham dự             |
| -- | -- | ----------- | -- | - | - | - | -- | -- | -- | - | ------------------------------- |
| 1  | A  | Philippines | 2  | 1 | 0 | 1 | 2  | 1  | +1 | 3 | Lọt vào vòng đấu loại trực tiếp |
| 2  | C  | Myanmar     | 2  | 0 | 2 | 0 | 4  | 4  | 0  | 2 |                                 |
| 3  | B  | Campuchia   | 2  | 0 | 1 | 1 | 2  | 3  | −1 | 1 |                                 |

## Vòng đấu loại trực tiếp
Trong vòng đấu loại trực tiếp, hiệp phụ và loạt sút luân lưu sẽ được sử dụng để quyết định đội thắng nếu cần thiết.

### Sơ đồ
|  | Bán kết              | Bán kết   |                      |       | Chung kết | Chung kết |
|  |                      |           |                      |       |           |           |
|  | 25 tháng 7 – Jakarta |           |                      |       |           |           |
|  |                      |           |                      |       |           |           |
|  | Việt Nam             | 2         |                      |       |           |           |
|  | Việt Nam             | 2         | 29 tháng 7 – Jakarta |       |           |           |
|  | Philippines          | 1         |                      |       |           |           |
|  | Philippines          | 1         | Việt Nam             | 1     |           |           |
|  | 25 tháng 7 – Jakarta |           | Việt Nam             | 1     |           |           |
|  |                      | Indonesia | 0                    |       |           |           |
|  | Indonesia (p)        | Indonesia | 0                    | 1 (7) |           |           |
|  | Indonesia (p)        |           |                      | 1 (7) |           |           |
|  | Thái Lan             | 1 (6)     |                      |       |           |           |
|  | Thái Lan             | 1 (6)     | Tranh hạng ba        |       |           |           |
|  |                      |           |                      |       |           |           |
|  | 28 tháng 7 – Jakarta |           |                      |       |           |           |
|  |                      |           |                      |       |           |           |
|  | Philippines          | 1         |                      |       |           |           |
|  | Philippines          | 1         |                      |       |           |           |
|  | Thái Lan             | 3         |                      |       |           |           |

### Bán kết
| Việt Nam                                    | 2–1      | Philippines |
| ------------------------------------------- | -------- | ----------- |
| - Nguyễn Đình Bắc 41' - Nguyễn Xuân Bắc 54' | Chi tiết | Mariona 36' |

| Indonesia                                                                    | 1–1 (s.h.p.) | Thái Lan                                                                                           |
| ---------------------------------------------------------------------------- | ------------ | -------------------------------------------------------------------------------------------------- |
| - Raven 84'                                                                  | Chi tiết     | - Yotsakorn 60'                                                                                    |
| Loạt sút luân lưu                                                            |              | |
| - Kadek - Kakang - Robi - Rayhan - Hokky - Yardan - Scheunemann - Alfharezzi | 7–6          | - Pichitchai - Thanawut - Songkhramsamut - Saphon - Thanakrit - Chawanwit - Pattarapon - Yotsakorn |

### Tranh hạng ba
| Philippines   | 1–3      | Thái Lan                                     |
| ------------- | -------- | -------------------------------------------- |
| - Banatao 79' | Chi tiết | - Phanthamit 29' - Siraphop 74' - Seksan 86' |

### Chung kết
Vào ngày 28 tháng 7 năm 2025, AFF đã chính thức phê duyệt việc sử dụng trợ lý trọng tài video (VAR) cho trận chung kết, đánh dấu lần đầu tiên VAR được áp dụng tại một giải đấu cấp độ U-23 của Đông Nam Á.
| Việt Nam                 | 1–0      | Indonesia |
| ------------------------ | -------- | --------- |
| - Nguyễn Công Phương 37' | Chi tiết |           |

## Thống kê

### Các giải thưởng
Các giải thưởng dưới đây đã được trao sau khi giải đấu kết thúc:
| Cầu thủ xuất sắc nhất giải | Cầu thủ trẻ xuất sắc nhất giải | Thủ môn xuất sắc nhất giải | Vua phá lưới |
| -------------------------- | ------------------------------ | -------------------------- | ------------ |
| Nguyễn Đình Bắc            | Otu Banatao                    | Muhammad Ardiansyah        | Jens Raven   |

### Cầu thủ ghi bàn
Đã có 51 bàn thắng ghi được trong 15 trận đấu, trung bình 3.4 bàn thắng mỗi trận đấu.
7 bàn thắng
- Jens Raven

3 bàn thắng
- Otu Banatao

2 bàn thắng
- Haqimi Azim
- Nguyễn Hiểu Minh
- Nguyễn Đình Bắc
- Javier Mariona
- Yotsakorn Burapha
- Seksan Ratree

1 bàn thắng
- Arkhan Fikri
- Rayhan Hannan
- Phousomboun Panyavong
- Phat Sokha
- Mon Rado
- Shine Wanna Aung
- Zaw Win Thein
- Than Toe Aung
- Min Maw Oo
- Zenivio
- Luís Figo
- Vabio Canavaro
- Alexandro Bakhito
- Danish Syamer
- Haykal Danish
- Danish Hakimi
- Fergus Tierney
- Harry Nuñez
- Haziq Naqiuddin Syamra
- Khuất Văn Khang
- Phạm Lý Đức
- Nguyễn Xuân Bắc
- Nguyễn Công Phương
- Phanthamit Praphanth
- Siraphop Wandee
- Thanawut Phochai
- Chawanwit Sealao

1 bàn phản lưới nhà
- Jaime Rosquillo (trận gặp Indonesia)
- Nazry Aiman Azaman (trận gặp Malaysia)

### Bảng xếp hạng chung cuộc
| VT | Đội         | ST | T | H | B | BT | BB | HS  | Đ  | Kết quả chung cuộc  |
| -- | ----------- | -- | - | - | - | -- | -- | --- | -- | ------------------- |
| 1  | Việt Nam    | 4  | 4 | 0 | 0 | 8  | 2  | +6  | 12 | Vô địch             |
| 2  | Indonesia   | 5  | 2 | 2 | 1 | 10 | 2  | +8  | 8  | Á quân              |
| 3  | Thái Lan    | 4  | 2 | 2 | 0 | 8  | 2  | +6  | 8  | Hạng ba             |
| 4  | Philippines | 5  | 2 | 0 | 3 | 6  | 6  | 0   | 6  | Hạng tư             |
|    |             |    |   |   |   |    |    |     |    |                     |
| 5  | Malaysia    | 3  | 1 | 1 | 1 | 7  | 3  | +4  | 4  | Bị loại ở vòng bảng |
| 6  | Myanmar     | 2  | 0 | 2 | 0 | 4  | 4  | 0   | 2  | Bị loại ở vòng bảng |
| 7  | Campuchia   | 2  | 0 | 1 | 1 | 2  | 3  | −1  | 1  | Bị loại ở vòng bảng |
| 8  | Lào         | 2  | 0 | 1 | 1 | 1  | 4  | −3  | 1  | Bị loại ở vòng bảng |
| 9  | Đông Timor  | 2  | 0 | 1 | 1 | 4  | 8  | −4  | 1  | Bị loại ở vòng bảng |
| 10 | Brunei      | 3  | 0 | 0 | 3 | 1  | 17 | −16 | 0  | Bị loại ở vòng bảng |

## Phát sóng
| Các nước trong khu vực quy định sở hữu bản quyền ASEAN U-23 Mandiri Cup 2025 | Các nước trong khu vực quy định sở hữu bản quyền ASEAN U-23 Mandiri Cup 2025 | Các nước trong khu vực quy định sở hữu bản quyền ASEAN U-23 Mandiri Cup 2025 | Các nước trong khu vực quy định sở hữu bản quyền ASEAN U-23 Mandiri Cup 2025 |
| Quốc gia                                                                     | Mạng phát sóng                                                               | Kênh truyền hình                                                             | Nền tảng trực tuyến                                                          |
| ---------------------------------------------------------------------------- | ---------------------------------------------------------------------------- | ---------------------------------------------------------------------------- | ---------------------------------------------------------------------------- |
| Brunei                                                                       | Bayon TV                                                                     | —                                                                            | Facebook & YouTube BTV News                                                  |
| Campuchia                                                                    | Bayon TV                                                                     | Bayon TV                                                                     | Facebook & YouTube BTV News                                                  |
| Indonesia                                                                    | SCM                                                                          | SCTV, Indosiar, Moji, Nex Parabola                                           | Vidio                                                                        |
| Philippines                                                                  | SCM                                                                          | SCTV, Indosiar, Moji, Nex Parabola                                           | Vidio                                                                        |
| Đông Timor                                                                   | SCM                                                                          | SCTV, Indosiar, Moji, Nex Parabola                                           | Vidio                                                                        |
| Lào                                                                          | BG Sports Co.                                                                | —                                                                            | YouTube BG SPORTS                                                            |
| Myanmar                                                                      | Sky Net, BG Sports Co.                                                       | Sky Net Sports HD, Sky Net Sports 4                                          | YouTube BG SPORTS                                                            |
| Malaysia                                                                     | Astro                                                                        | Astro Arena                                                                  | Astro GO, Sooka                                                              |
| Singapore                                                                    | Mediacorp                                                                    | —                                                                            | meWATCH                                                                      |
| Thái Lan                                                                     | Thairath, AIS, TrueVisions, BG Sports Co.                                    | Thairath TV, True Sports 2, True Ball Thai 9                                 | My Thairath, Thairath Sport, AIS Play, TrueVisions Now, YouTube BG SPORTS    |
| Việt Nam                                                                     | FPT, VTV                                                                     | VTV5, VTV7, VTV Cần Thơ                                                      | FPT Play & YouTube FPT Bóng Đá Việt, VTVgo                                   |
| Đài truyền hình trực tiếp sở hữu bản quyền giải đấu ngoài khu vực Đông Nam Á |                                                                              |                                                                              |                                                                              |
| Hàn Quốc                                                                     | Eclat Media                                                                  | SPOTV                                                                        | SPOTV Now                                                                    |
| Toàn cầu                                                                     | YouTube                                                                      | —                                                                            | ASEAN United FC                                                              |